# 13667 Samthurman
13667 Samthurman è un asteroide della fascia principale. Scoperto nel 1997, presenta un'orbita caratterizzata da un semiasse maggiore pari a 2,3697184 UA e da un'eccentricità di 0,1779169, inclinata di 2,32349° rispetto all'eclittica.